# Centre des communistes indiens
Le Centre des communistes indiens était un groupe maoïste mineur de l'État indien du Kerala. L'organisation a été fondée lors d'un congrès à Ernakulam en 1974. Il comprenait des éléments qui avaient rompu avec le Parti communiste d'Inde (marxiste) (CPI(M)).
Le Centre était l'un des dix groupes maoïstes qui ont été interdits par le gouvernement central, le 4 juillet 1977.